# Leszek Sułek (1947–2021)
Leszek Kazimierz Sułek (ur. 17 stycznia 1947 w Grudziądzu, zm. 24 czerwca 2021 w Linowie) – polski polityk, agronom, samorządowiec, działacz spółdzielczy i związkowy, poseł na Sejm IV kadencji.

## Życiorys

### Wykształcenie i praca zawodowa
W 1969 ukończył studia na Wydziale Rolniczym Wyższej Szkoły Rolniczej w Olsztynie. W okresie 1967–1968 był technikiem w Zakładzie Doświadczalnym w Łężanach. Następnie do 1970 pracował jako agronom w państwowym gospodarstwie rolnym Skomack Wielki. Od 1970 do 1973 sprawował funkcję dyrektora PGR w Lenartach, a od 1973 do 1977 – dyrektora PGR w Świętajnie. Od 1977 pełnił funkcję prezesa zarządu Rolniczej Spółdzielni Produkcyjnej „Przełom” w Linowie.
W 2007 został prezesem zarządu Spółdzielni Producentów Ziarna Zbóż i Nasion Roślin Oleistych, zaś w 2008 stanął na czele Międzywojewódzkiej Spółdzielni Producentów Trzody Chlewnej w Linowie. Pełnił również funkcję wiceprzewodniczącego rady Krajowego Związku Rewizyjnego Rolniczych Spółdzielni Produkcyjnych. Kierował także Stowarzyszeniem Na Rzecz Rozwoju Wsi Linowo.

### Działalność polityczna
W latach 1965–2001 należał do Zjednoczonego Stronnictwa Ludowego, Polskiego Stronnictwa Ludowego „Odrodzenie” i PSL. Od 1990 do 2001 był przewodniczącym rady gminy Świecie nad Osą. W 1999 objął funkcję przewodniczącego Kujawsko-Pomorskiego Związku Zawodowego Rolnictwa „Samoobrona”. W wyborach w 2001, otrzymawszy 10 634 głosy, został posłem IV kadencji wybranym z listy Samoobrony RP w okręgu toruńskim. W 2004 stanął na czele zarządu regionalnego partii w województwie kujawsko-pomorskim. Wszedł też w skład jej rady krajowej. Pełnił funkcję wiceprzewodniczącego Komisji Infrastruktury i członka prezydium Klubu Parlamentarnego Samoobrony RP. Pracował także w Komisji Kultury i Środków Przekazu oraz Komisji Rolnictwa i Rozwoju Wsi. Przewodniczył także podkomisjom: ds. gospodarki morskiej, ds. Międzynarodowej konwencji o bezpieczeństwie życia na morzu oraz ds. ustawy o portach i przystaniach morskich. W listopadzie 2004 wszedł w skład Krajowej Rady Spółdzielczej.
W 2004 został oskarżony o sfałszowanie dwóch podpisów na liście obecności podczas posiedzenia sejmowej komisji. W wyborach do Sejmu w 2005 nie został ponownie wybrany (dostał 4005 głosów), a w 2006 zrezygnował z funkcji partyjnych i wycofał się z działalności politycznej.

## Odznaczenia i wyróżnienia
W 1999, za zasługi w działalności na rzecz ruchu spółdzielczego, został odznaczony przez prezydenta Aleksandra Kwaśniewskiego Złotym Krzyżem Zasługi. Był też odznaczony Brązowym Krzyżem Zasługi. Otrzymał także odznakę honorową „Zasłużony dla Rolnictwa”, odznakę „Zasłużony dla Spółdzielczości” oraz nagrodę Oskar Spółdzielczości Polskiej.

## Życie prywatne
Syn Bolesława i Wandy, posłanki na Sejm PRL III kadencji. Był żonaty, miał jedno dziecko.